# Третьяковська сільська рада (Росія)
Третьяко́вська сільська рада (рос. Третьяковский сельский совет) — сільське поселення у складі Третьяковського району Алтайського краю Росії.
Адміністративний центр — селище Третьяково.

## Історія
Станом на 2002 рік існували Первомайська сільська рада (селища Крючки, Первомайський) та Третьяковська сільська рада (село Михайловка, селище Третьяково). Пізніше була утворена Михайловська сільська рада (село Михайловка). 2010 року ліквідовані Михайловська сільська рада та Первомайська сільська рада, їхні території увійшли до складу Третьяковської сільської ради.

## Населення
Населення — 1750 осіб (2019; 2213 в 2010, 2756 у 2002).

## Склад
До складу сільської ради входять:
| Населений пункт       | Населення, осіб (2002) | Населення, осіб (2010) |
| --------------------- | ---------------------- | ---------------------- |
| Крючки, селище        | 208                    | 143                    |
| Михайловка, село      | 680                    | 570                    |
| Первомайський, селище | 794                    | 652                    |
| Третьяково, селище    | 1074                   | 848                    |